# مركز حكم القانون ومكافحة الفساد
مركز حكم القانون ومكافحة الفساد (ROLACC) هو منظمة تأسست في الدوحة ، قطر عام 2009 على يد علي بن فطيس المري ، النائب العام القطري ، وتهدف رسميًا إلى تعزيز "ممارسات الحكم الرشيد".   تم إنشاء مكتب فرعي لـلمركز في جنيف ، سويسرا ، في 28 مارس 2017. 
وقد تعرضت المنظمة لخلافات متعددة، لا سيما بسبب علاقاتها الوثيقة مع المدعي العام القطري وعائلته، الذين يمتلكون مكاتب مركز حكم القانون ومكافحة الفساد في جنيف، والمتهمين في الصحافة بالحصول على ممتلكات غير مشروعة في أوروبا.   

## وصف
ينظم مركز حكم القانون ومكافحة الفساد مؤتمرات وبرامج تدريبية ويساهم في تمويل البحوث.  
ويرأس مركز حكم القانون ومكافحة الفساد كل من علي بن فطيس المري ، وعبدالمحسن حمد السيد أ. فطيس، أحد أفراد عائلته، ومحمد خالد الكتب. 
وحضر الأمين العام للأمم المتحدة بان كي مون حفل افتتاح المركز.   بالشراكة مع جامعة ساسكس ، يقدم مركز حكم القانون ومكافحة الفساد أيضًا درجة الماجستير في الفساد والقانون والحوكمة.  
وفي مايو 2018، وقع المركز شراكة مع مؤسسة البحوث الاستراتيجية لتطوير برامج مشتركة وتبادل المعرفة.   وقد تعرضت هذه الاتفاقية بين المؤسسة المعترف بها لمنفعتها العامة والمركز القطري لانتقادات في فرنسا، بسبب احتمال تضارب المصالح. 

## الخلافات

### مكسب حرام
على الرغم من أن غرض مركز حكم القانون ومكافحة الفساد هو "تحسين سيادة القانون"، فقد اتهمت لو بوان مؤسسها ورئيسها بامتلاك عقارات فاخرة سرًا في باريس وجنيف بما لا يتناسب مع دخله الرسمي   
بالإضافة إلى ذلك، تمتلك شركة GSG Immobilier SA، وهي شركة سويسرية مملوكة للنائب العام القطري مع ابنته مها علي إم إيه فطيس، مكاتب مركز حكم القانون ومكافحة الفساد في جنيف. فاجأ هذا المخطط وسائل الإعلام المختلفة.  
كما تعرض النائب العام في قطر لانتقادات بسبب وجود حسابات له في بنك الكويت الوطني ولانتهاكه العديد من قوانين حقوق الإنسان .

### غسيل السمعة
وفي حفل توزيع جوائز مكافحة الفساد الذي استضافه المدعي العام القطري في جنيف، ذكرت صحيفة لوتون أن "قطر تمنح نفسها جائزة ضد الفساد"، مشيرة إلى أنه قبل فترة وجيزة، قامت البلاد بتمويل تجديدات في الأمم المتحدة في جنيف. 
وتساءلت الصحيفة عما إذا كانت هذه الجائزة "وسيلة لمواجهة شبهات الفساد" ضد قطر. 

### اتهامات بالفساد
وفقًا للصحافيين الفرنسيين جورج مالبرونو وكريستيان تشيسنو، مؤلفي كتاب أمرائنا الأعزاء، حاول المدعي العام القطري ورئيس مركز حكم القانون ومكافحة الفساد "عرض" ساعة فاخرة على برونو دالاس، مدير TRACFIN، وكالة الاستخبارات المالية الفرنسية، الذي تعرضت للفضيحة.   وقال برونو داليس للصحفيين: "لقد كنت منزعجًا ومعلقًا من هذه العملية، في حين أنني أوضحت له للتو أن الغرض من وظيفتي هو زيادة الشفافية في حركة الأموال". 

### روابط مع كريم ويد
انتقدت وسائل الإعلام السنغالية على نطاق واسع العلاقات الوثيقة بين علي بن فطيس المري وكريم ويد ، السياسي السنغالي المحكوم عليه بتهمة الفساد والذي يعيش الآن في المنفى في قطر.  

### مقاطعة المسؤولون السويسريون لهم
ووفقا لصحيفة نويه تسوريشر تسايتونغ السويسرية المرموقة، سيمونيتا سوماروغا ، فإن وزير العدل الاتحادي السويسري رفض التوقيع على مذكرة تفاهم مع علي بن فطيس المري نظرا لسمعته المشكوك فيها.  تم تمرير الملف إلى المدعي العام الفيدرالي السويسري ورفض في البداية أيضًا التوقيع على الوثيقة. وكشفت الصحيفة أنه فعل ذلك سراً في النهاية. أفادت صحيفة نويه تسوريشر تسايتونغ أن المسؤولين القطريين، بمن فيهم علي بن فطيس المري، لم يساعدوا في التحقيق في الفساد الخاص بكأس العالم لكرة القدم المقبل في قطر.